# Cyców
Cyców (früher auch Wiszniewice) ist eine Ortschaft mit einem Schulzenamt im Powiat Łęczyński der Woiwodschaft Lublin in Polen. Es ist Sitz der gleichnamigen Landgemeinde mit etwas mehr als 8000 Einwohnern.

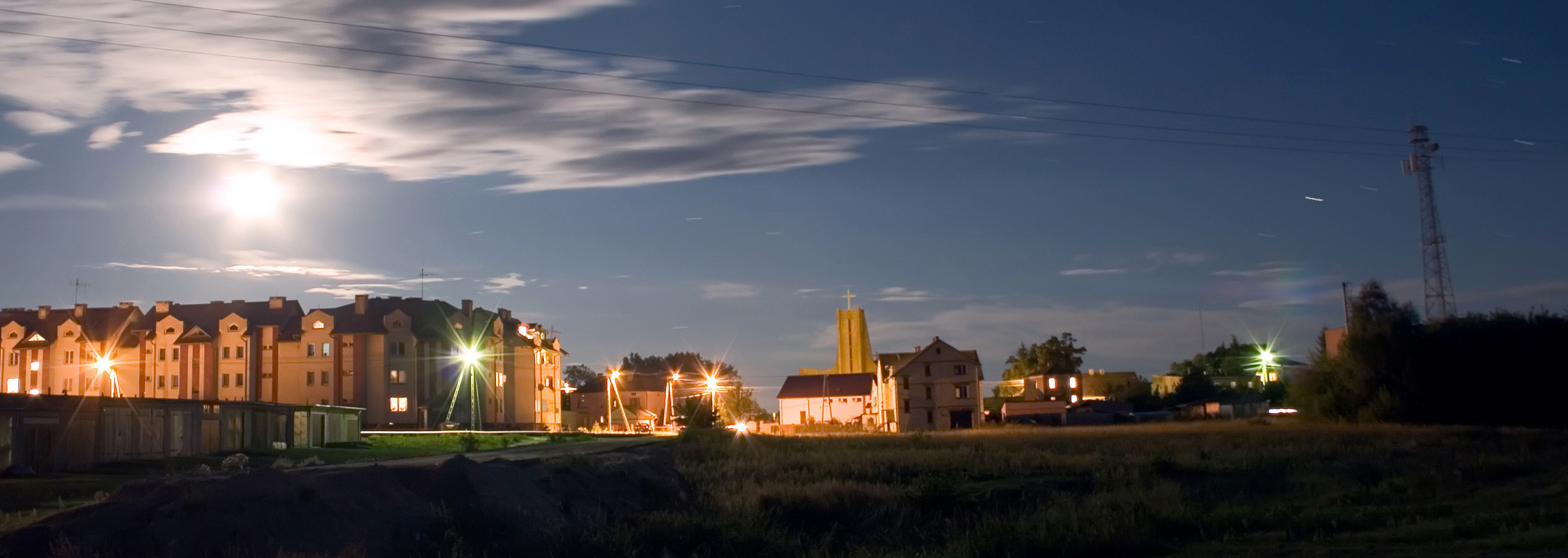
Cyców in der Nacht

## Geschichte
Der Ort wurde um das Jahr 1430 gegründet und wurde im Jahr 1456 als Czyczow erwähnt. Der besitzanzeigende Name ist vom Personennamen Cyc mit dem Suffix -ów abgeleitet.
Administrativ gehörte es zum polnischen Chełmer Land der Woiwodschaft Ruthenien. Eine orthodoxe Kirche wurde vor dem Jahr 1473 errichtet, nach der Union von Brest griechisch-katholisch.
Bei der Dritten Teilung Polens wurde Cyców 1795 mit Westgalizien an den Königreich Galizien und Lodomerien des habsburgischen Kaiserreichs angeschlossen. 1809 kam er ins Herzogtum Warschau und 1815 ins neu entstandene russisch beherrschte Kongresspolen. Bedeutende Änderungen kamen nach dem Jahr 1864. Cyców wurde zu einer Gemeinde im Powiat Chełmski. Bis zum Jahr 1880 wurde sie von polnischer/römisch-katholischer und ruthenischer/griechisch-katholischer Bevölkerung bewohnt. Die Güter wurden meistens in den Jahren 1880 bis 1881 parzelliert und viele neue deutsche Bauern hauptsächlich aus Sompolno bei Konin siedelten sich dort an, angelockt von billigen Ackerfeldern. Damals wurden eine evangelische Kapelle und eine Schule gebaut. Die neu angekommenen Juden gründeten unter anderem einen Friedhof. 1906 wurde Ferdinand Hanke, ein deutscher Kolonist aus Cyców zu einem Abgeordneten der ersten Staatsduma. 1875 wurde die griechisch-katholische Kirche aufgehoben, die örtliche Kirche wurde zur russisch-orthodoxen Kirche umgeweiht und die Ruthenen wurden von der Verwaltung als Russen betrachtet. 1912 wurde das Gouvernement von Chełm mit Cyców vom Weichselland ausgegliedert und als ursprünglich russisches Land direkt an Russland angeschlossen.
Nach dem Brotfrieden am 9. Februar 1918 soll das Gebiet zur Ukrainischen Volksrepublik gehören, aber nach dem Ende des Ersten Weltkriegs kam Cyców zu Polen. Am 15.-16. August 1920 fand bei Cyców eine Schlacht des Polnisch-Sowjetischen Krieges statt. 1921 wurde die Kirche als Teil der staatlichen „Revindikation“ römisch-katholisch. Im Jahr 1921 hatte die Gemeinde Cyców und die Kolonie Cyców insgesamt 108 Häuser mit 852 Einwohnern, davon deklarierten sich 431 als Polen, 321 als Deutsche, 49 als Ruthenen und 46 als Juden, nach Religion waren 174 römisch-katholisch, 175 orthodox, 321 evangelisch und 181 jüdisch. 1925 wurde Cyców zum Sitz einer lutherischen Pfarrei der Evangelisch-Augsburgischen Kirche in Polen, die um 5.000 Mitglieder in zahlreichen Ortschaften in der Umgebung umfasste (siehe Cholmerländer).
Im Zweiten Weltkrieg gehörte es zum Distrikt Lublin im Generalgouvernement. Von 1975 bis 1998 gehörte Cyców zur Woiwodschaft Chełm. 1940 verließen die örtlichen Deutschen den Ort bei ihrer Umsiedlung größtenteils ins Wartheland im Rahmen des Hitler-Stalin-Paktes. An ihrer Stelle siedelte man die aus dem Wartheland zwangsumgesiedelten Polen an. Der Multikulturalismus wurde durch den Holocaust und die Aktion Weichsel beendet.